# Logårdstrappan

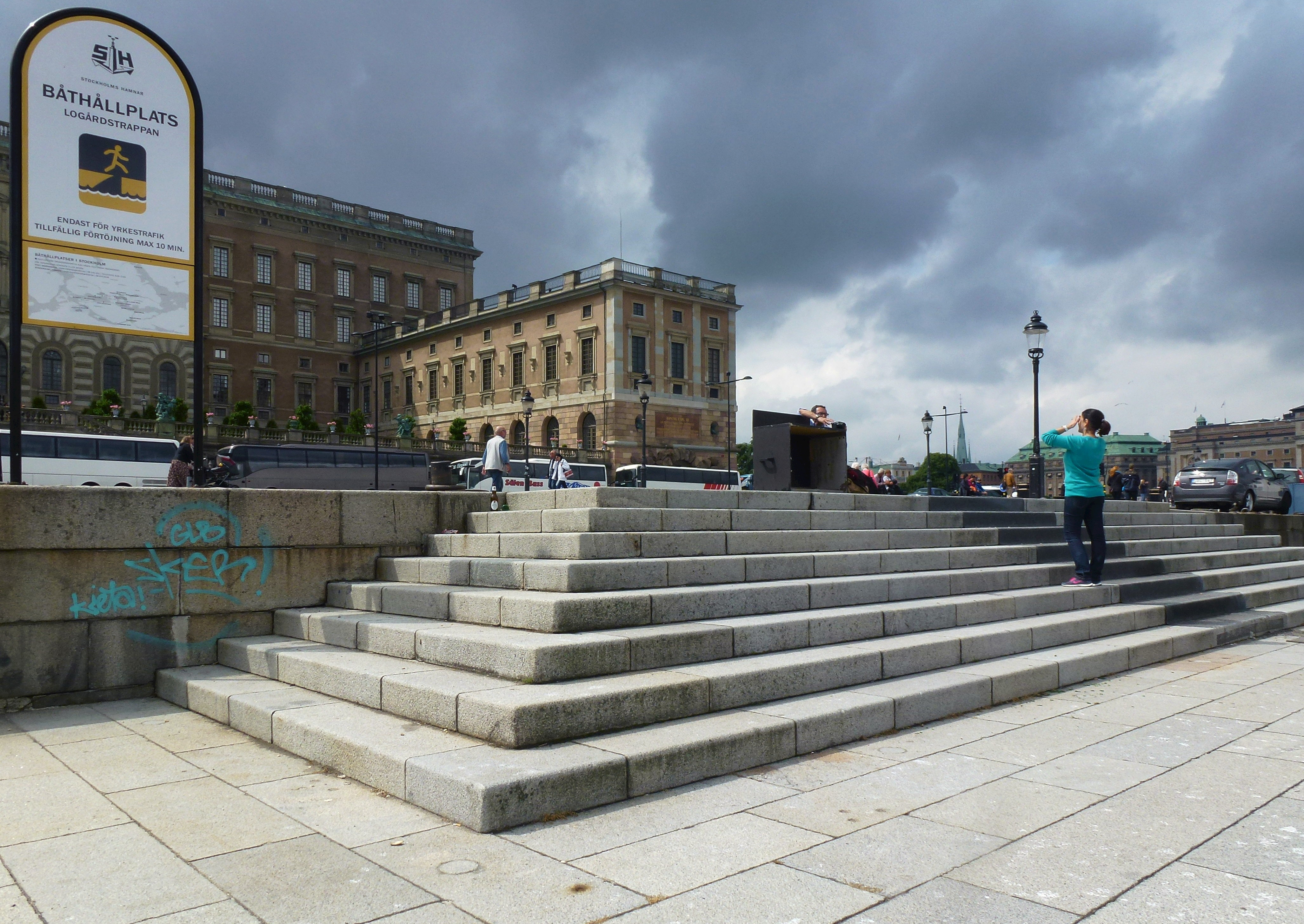
Logårdstrappan med Stockholms slott i bakgrunden, juni 2014.

Logårdstrappan är en stentrappa nedanför Stockholms slott som förbinder Skeppsbron med Logårdskajen och Saltsjön. Logårdskajen och Logårdstrappan används sedan 1844 som paradentré för viktiga besök som sjövägen anländer till Stockholms slott. Ibland kallas den eleganta dubbeltrappan i två lopp som leder från Skeppsbron upp till Logården för "Övre Logårdstrappan".

## Slottets brygga
Logårdskajen med Logårdstrappan är Stockholms slotts brygga och anlades i sin nuvarande form 1844. Trappan består av åtta (tidigare tio) trappsteg i granit och har en längd av tio meter och en bredd av 5 meter. Kajhöjden är 1,30 meter och i kajkanten finns ytterligare två trappsteg. Marken ovanför trappan är stenlagd och något nedsänkt, därifrån sluttar den upp till Skeppsbrons nivå. Enligt Stockholms hamnar får denna båthållplats enbart angöras av yrkestrafik och högst under tio minuter.

## Paradtrappan
Logårdskajen och Logårdstrappan nyttjas sedan 1844 i samband med högtidliga besök som kommer via Stockholms ström till Stockholms slott. Ofta används i dessa sammanhang kungaslupen Vasaorden. Angöringsplatsen med trappan och vägen upp till slottet brukar smyckas vid sådana tillfällen. 
På en tidig filminspelning från 1897 syns Konungens af Siam landstigning vid Logårdstrappan. Bland andra anländande kan nämnas Kronprins Gustavs med maka Kronprinsessan Margareta 1905,  statsbesök av ryska tsarparet Nikolaj II och Alexandra 1909, statsbesök av Frankrikes president Raymond Poincaré 1914, statsbesök av drottning Elizabeth II och Prins Philip 1956, Carl XVI Gustaf och Silvia Sommerlath  i samband med deras bröllop 1976 och Kronprinsessan Victoria och Daniel Westling i samband med deras bröllop 2010.

## Namnet
Logårdstrappans namn är dokumenterat redan 1756 då det nya slottet stod färdigt. Namnet härrör från den ”lodgården” som låg utanför nordöstra delen av Slottet Tre kronor. I bottenvåningen innanför hade artilleriet sina förråd och verkstäder. Kanonkulorna, som kallades ”lod”, lagrades på lodgården. År 1584 redovisades över 25 000 lod i lagret. Senare förvanskades namnet till ”Logården”. Enligt en annan förklaring har Logården fått sitt namn från de vilda djur man hade vid slottet Tre Kronor.

## Historiska besök vid Logårdstrappan

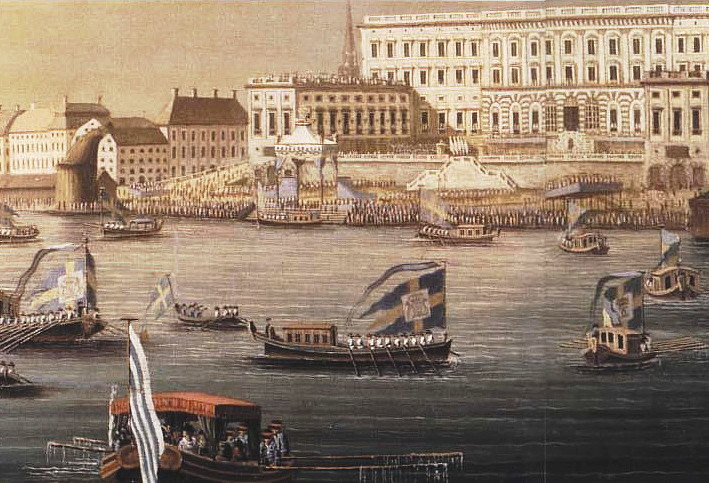
Hertig Karls blivande maka, Hedvig Elisabet Charlotta, gör sitt intåg 1774
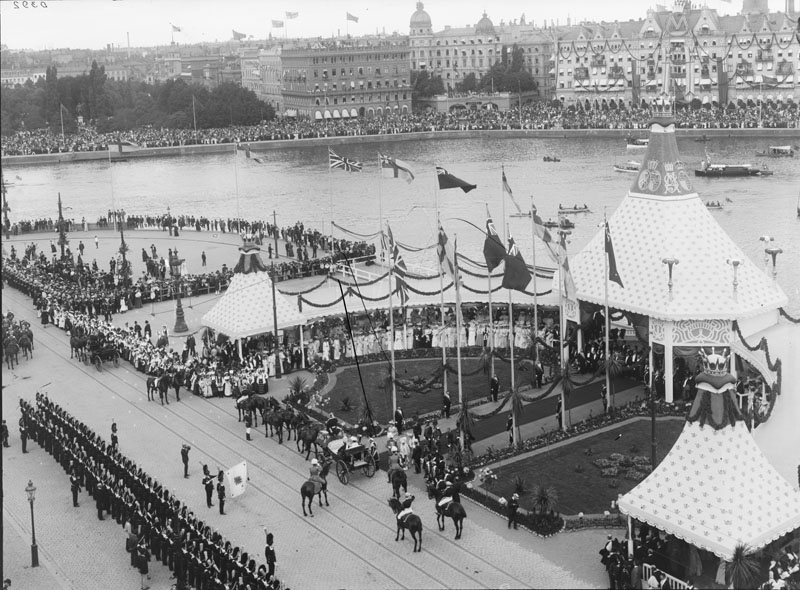
Välkomstceremoni för Kronprins Gustafs maka Kronprinsessan Margareta 1905
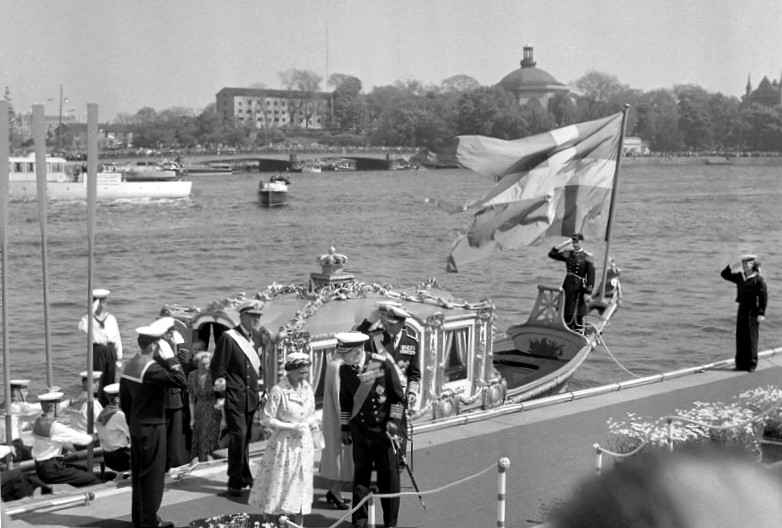
Drottning Elizabeth II och Prins Philip anländer 1956
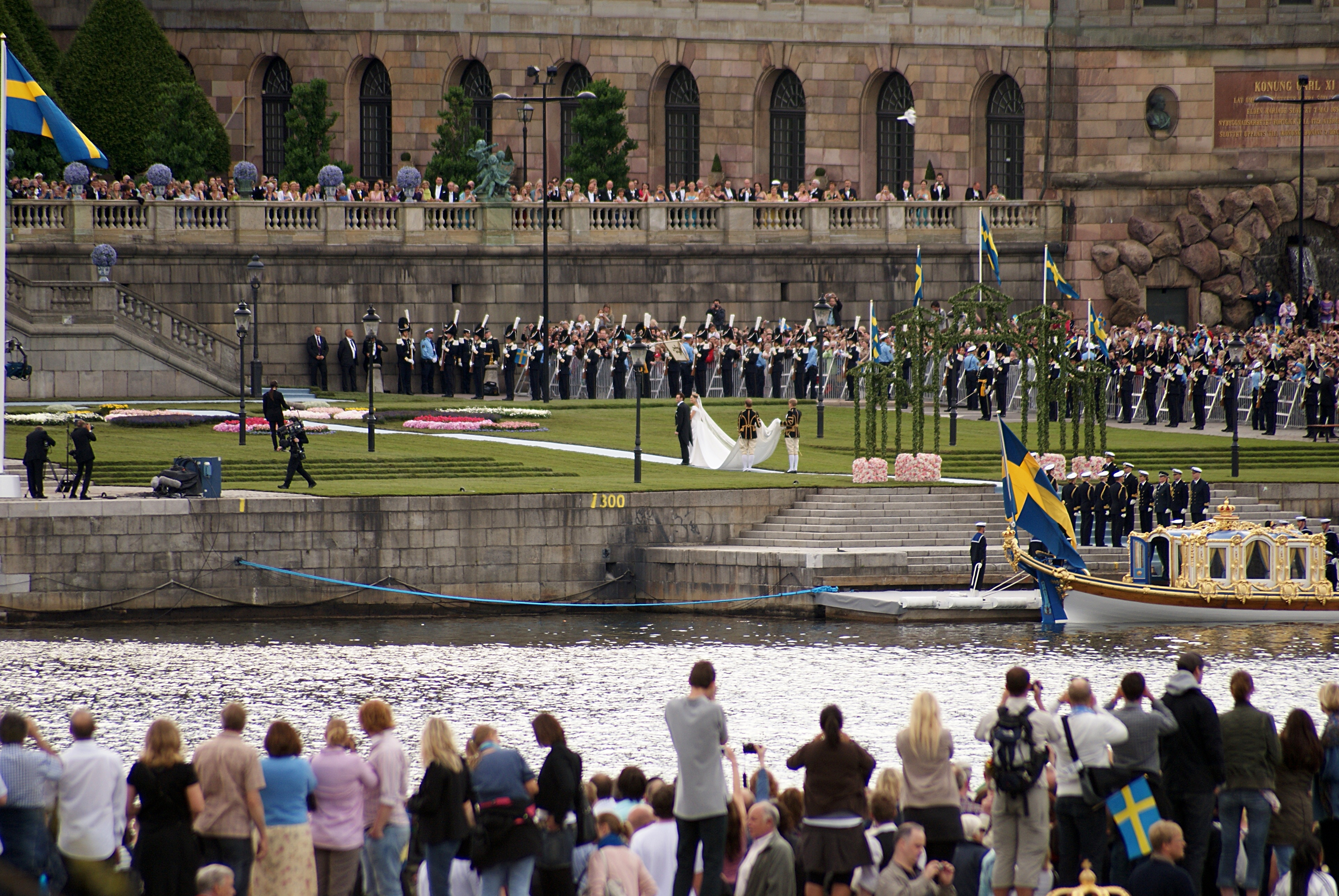
Kronprinsessan Victoria och Daniel Westling anländer 2010

## Nutida bilder

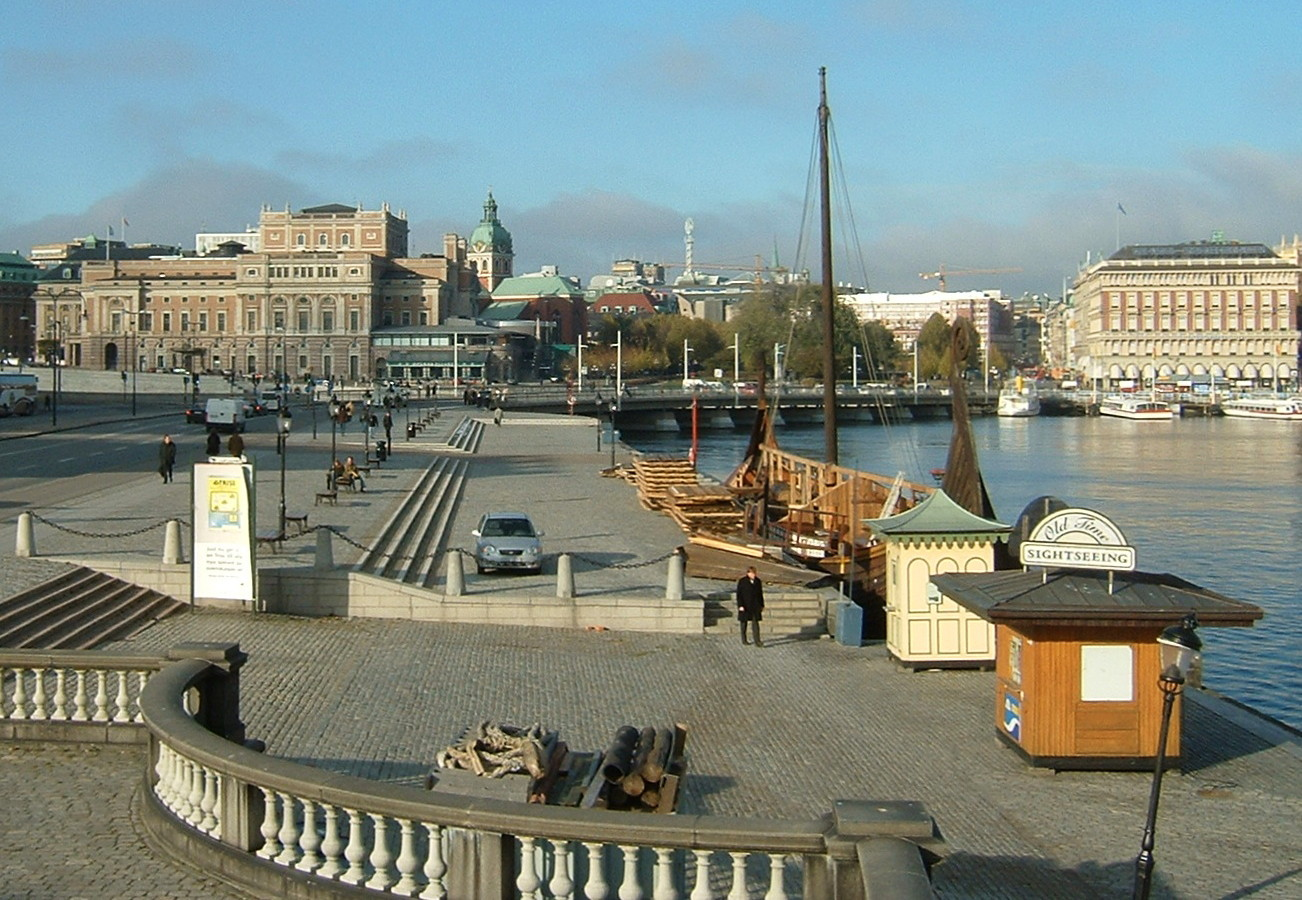
Skeppsbron vid Logårdstrappan
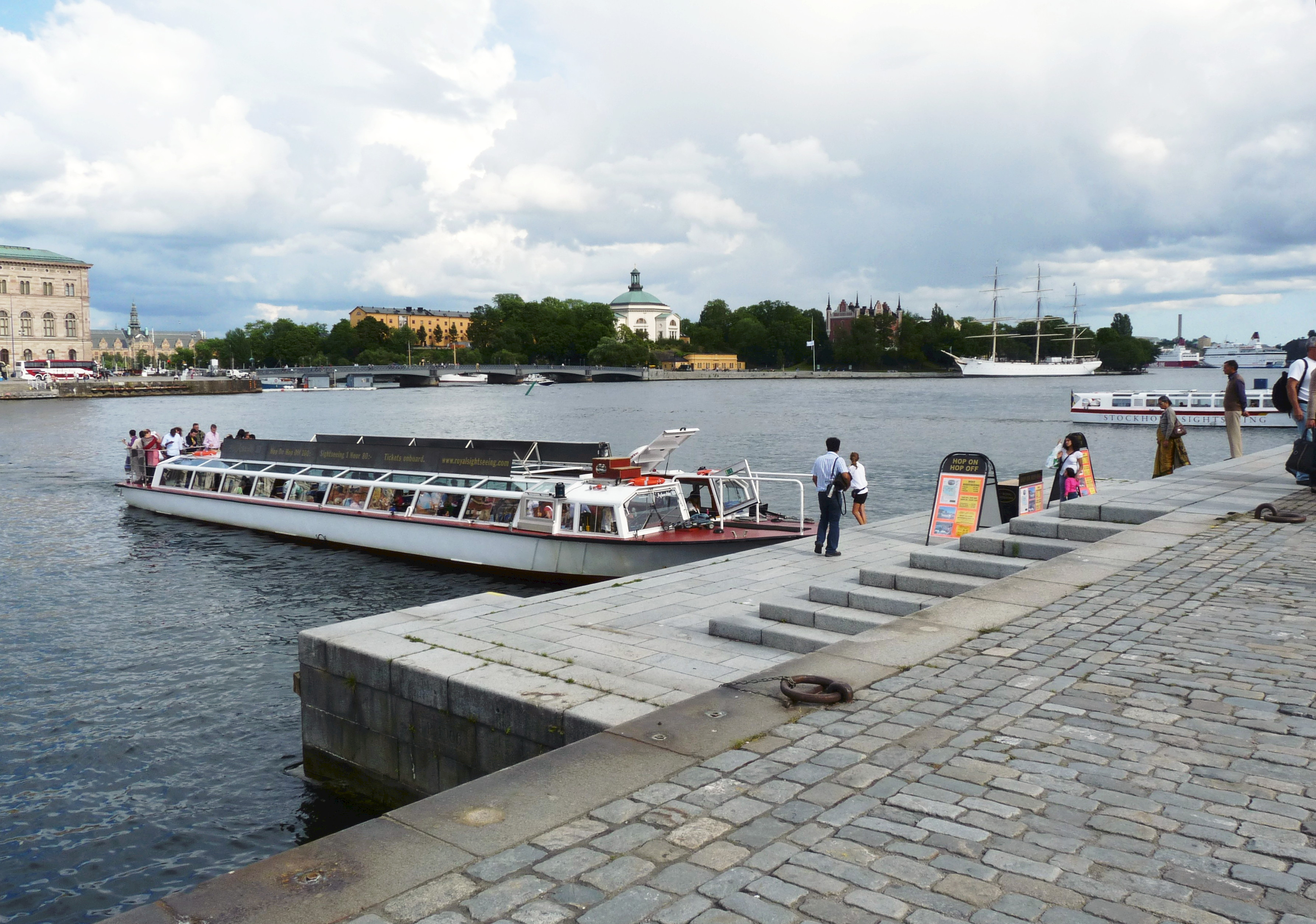
Logårdstrappan och -kajen
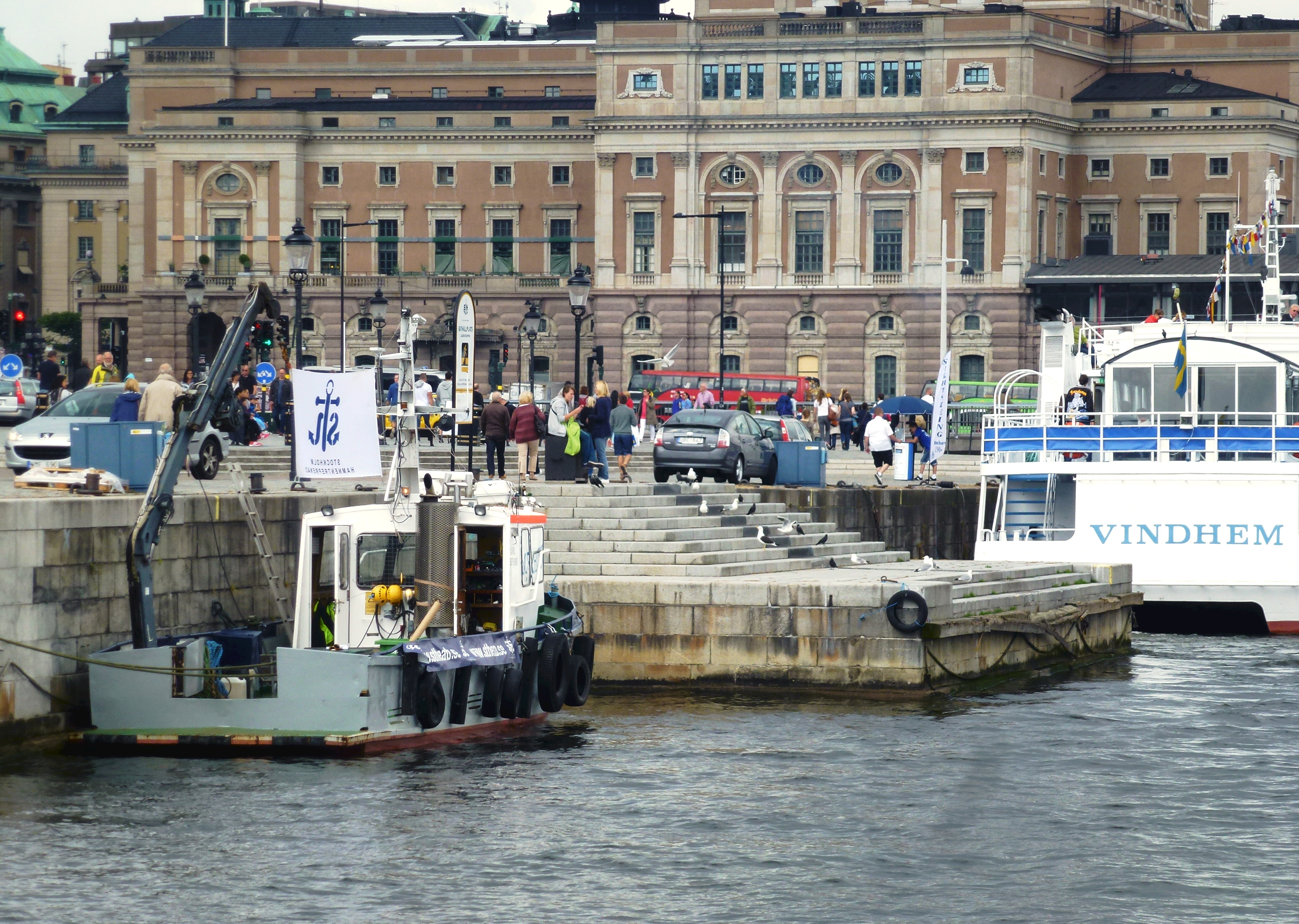
Logårdstrappan och -kajen
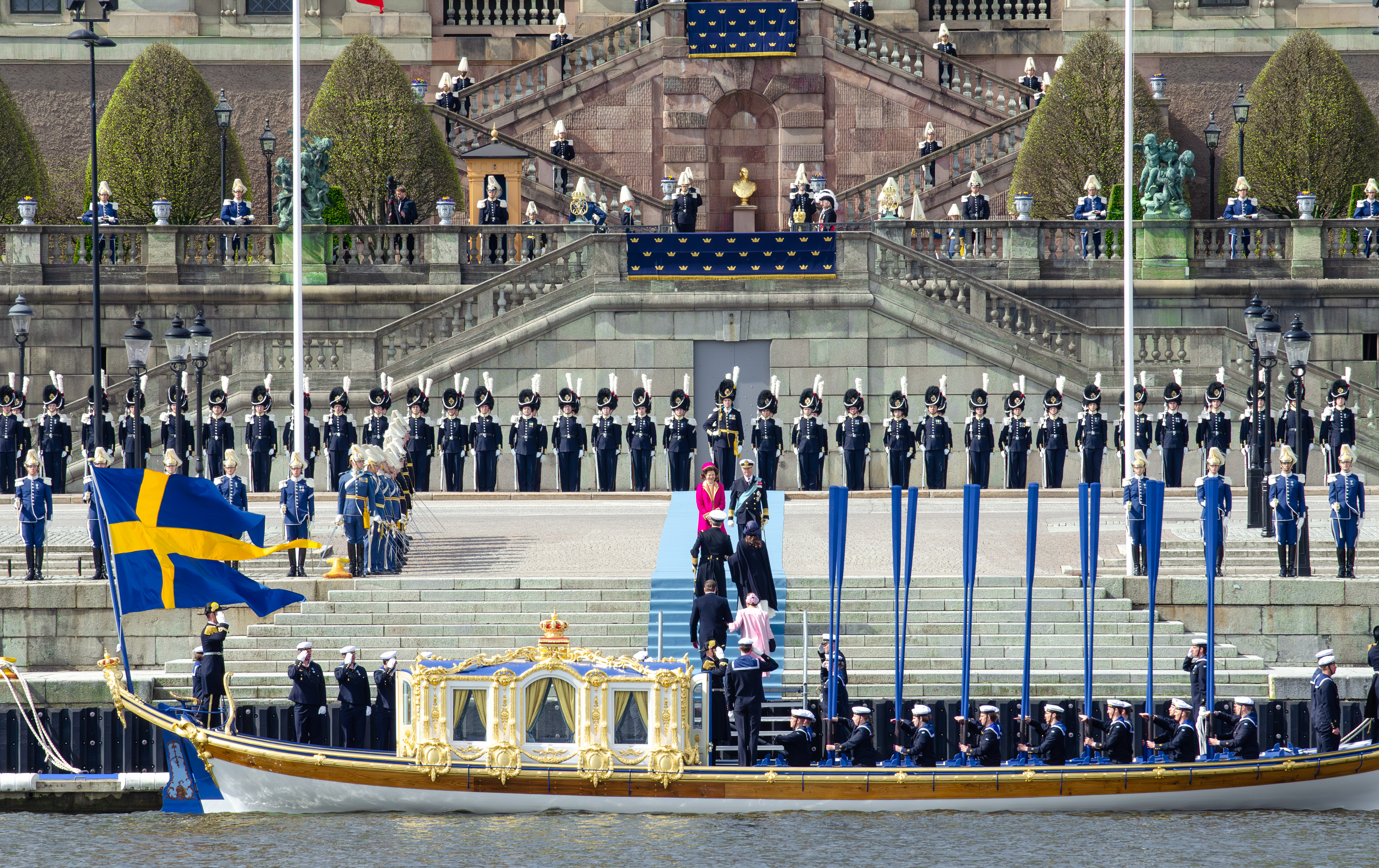
Vasaorden lägger till vid Logårdstrappan under kung Frederik av Danmarks statsbesök 2024.